# Shipton-on-Cherwell

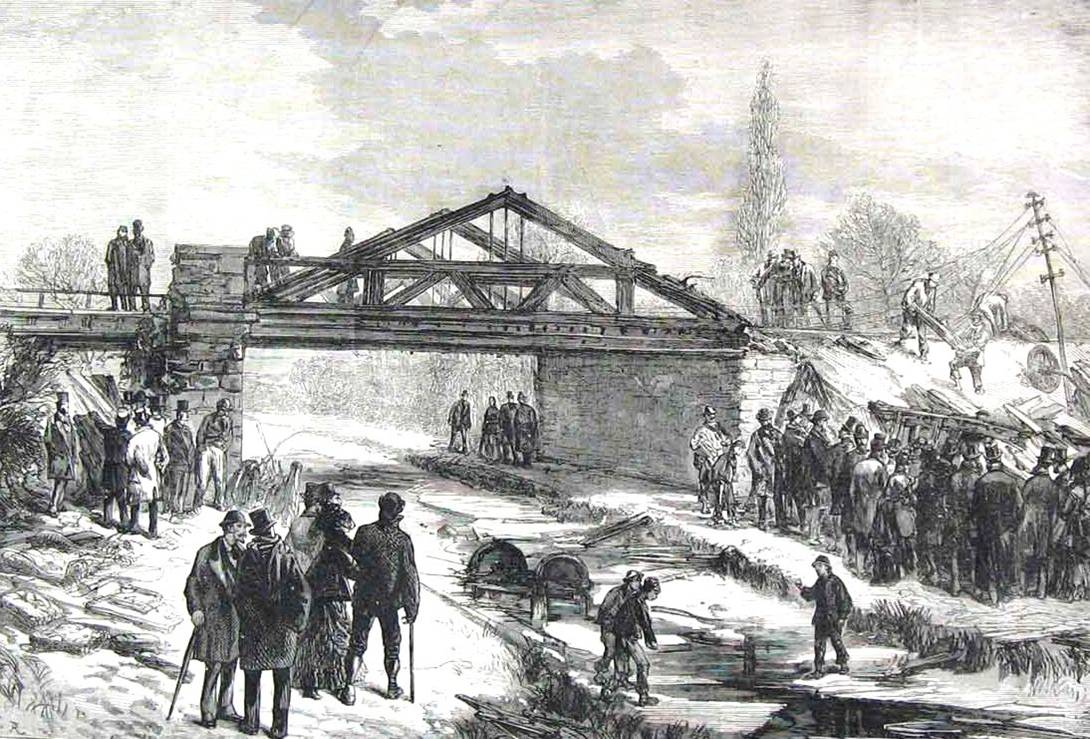
Un accident de train à Shipton-on-Cherwell en 1874.

Shipton-on-Cherwell est un village de l'Oxfordshire (Angleterre), près de Kidlington, au nord d'Oxford, sur la rivière Cherwell et proche du Canal d'Oxford.
On y trouve The Manor Studio, l'ancien studio de Richard Branson.